# Diocesi di Cabanatuan
La diocesi di Cabanatuan (in latino Dioecesis Cabanatuanensis) è una sede della Chiesa cattolica nelle Filippine suffraganea dell'arcidiocesi di Lingayen-Dagupan. Nel 2023 contava 1.036.081 battezzati su 1.228.762 abitanti. È retta dal vescovo Prudencio Padilla Andaya, C.I.C.M.

## Territorio

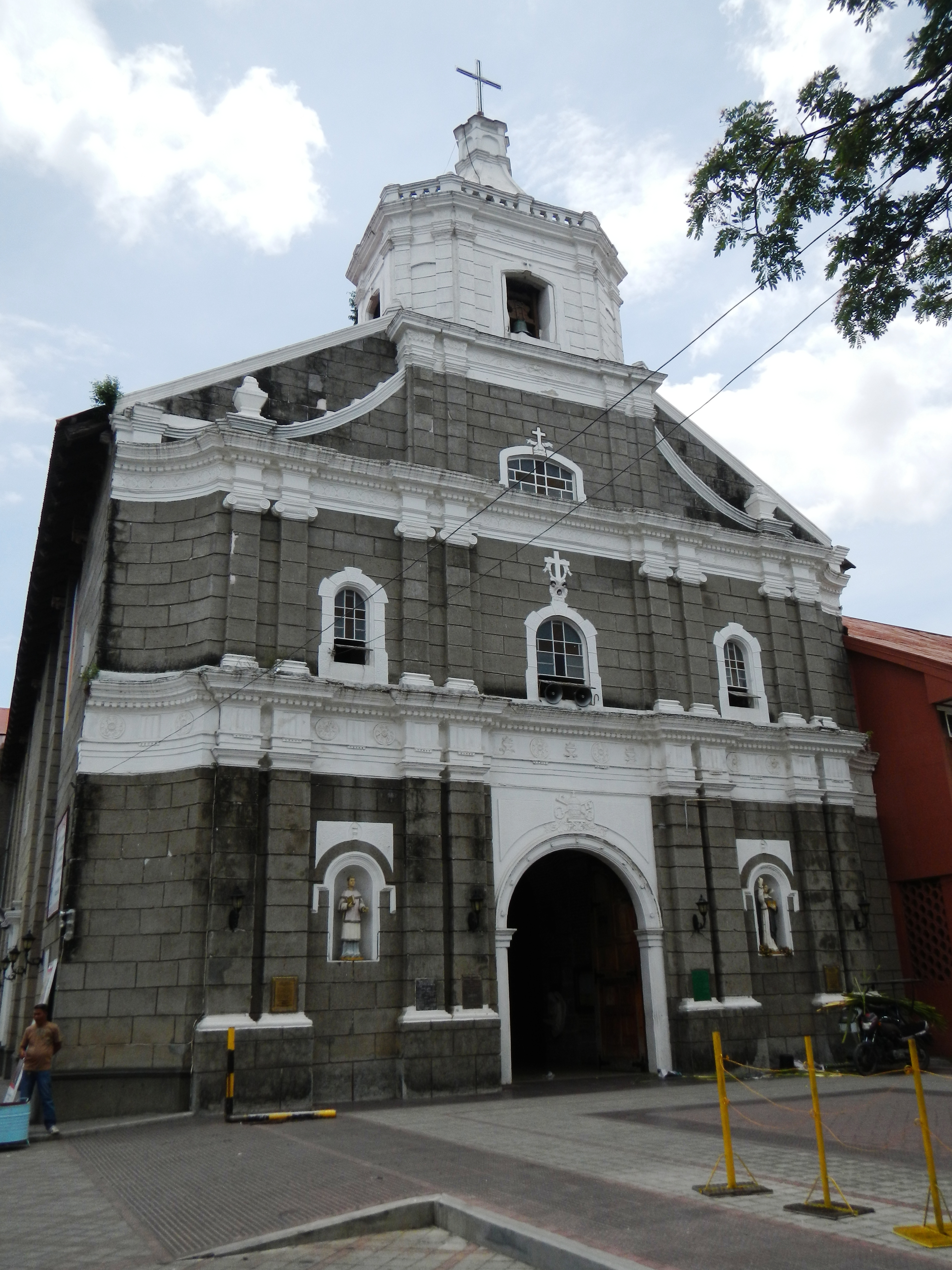
Il santuario nazionale della Divina Pastora a Gapan.

La diocesi comprende 3 città e 15 municipalità nella parte meridionale della provincia filippina di Nueva Ecija sull'isola di Luzon.
Sede vescovile è la città di Cabanatuan, dove si trova la cattedrale di San Nicola da Tolentino. A Gapan sorge il santuario nazionale della Divina Pastora.
Il territorio è suddiviso in 30 parrocchie.

## Storia
La diocesi è stata eretta il 16 febbraio 1963 con la bolla Exterior Ecclesiae di papa Giovanni XXIII, ricavandone il territorio dalle diocesi di Lingayen-Dagupan, che contestualmente è stata elevata al rango di arcidiocesi metropolitana, e di San Fernando (oggi arcidiocesi).
Il 16 febbraio 1984 ha ceduto una porzione del suo territorio a vantaggio dell'erezione della diocesi di San Jose.

## Cronotassi dei vescovi
Si omettono i periodi di sede vacante non superiori ai 2 anni o non storicamente accertati.
- Mariano Gaviola y Garcés † (8 marzo 1963 - 31 maggio 1967 dimesso[1])
- Vicente Posada Reyes † (8 agosto 1967 - 30 aprile 1983 deceduto)
- Ciceron Santa Maria Tumbocon † (7 aprile 1983 succeduto - 11 novembre 1990 deceduto)
- Sofio Guinto Balce † (11 novembre 1990 succeduto - 25 giugno 2004 deceduto)
- Sofronio Aguirre Bancud, S.S.S. (6 novembre 2004 - 8 dicembre 2024 ritirato)
- Prudencio Padilla Andaya, C.I.C.M., dall'8 dicembre 2024

## Statistiche
La diocesi nel 2023 su una popolazione di 1.228.762 persone contava 1.036.081 battezzati, corrispondenti all'84,3% del totale.
| anno | popolazione | popolazione | popolazione | presbiteri | presbiteri | presbiteri | presbiteri                | diaconi | religiosi | religiosi | parrocchie |
| anno | battezzati  | totale      | %           | numero     | secolari   | regolari   | battezzati per presbitero | diaconi | uomini    | donne     | parrocchie |
| ---- | ----------- | ----------- | ----------- | ---------- | ---------- | ---------- | ------------------------- | ------- | --------- | --------- | ---------- |
| 1970 | 643.112     | 750.821     | 85,7        | ?          | ?          | ?          | ?                         | ?       | ?         | ?         | 35         |
| 1980 | 1.107.000   | 1.380.000   | 80,2        | 53         | 42         | 11         | 20.886                    |         | 11        | 41        | 41         |
| 1990 | 702.000     | 749.000     | 93,7        | 38         | 38         |            | 18.473                    |         |           | 26        | 25         |
| 1999 | 820.277     | 1.005.437   | 81,6        | 40         | 40         |            | 20.506                    |         |           | 64        | 25         |
| 2000 | 820.277     | 1.026.235   | 79,9        | 40         | 40         |            | 20.506                    |         |           | 42        | 25         |
| 2001 | 810.590     | 1.013.238   | 80,0        | 42         | 42         |            | 19.299                    |         |           | 69        | 25         |
| 2002 | 830.313     | 1.669.883   | 49,7        | 44         | 44         |            | 18.870                    |         |           | 69        | 25         |
| 2003 | 862.313     | 1.703.280   | 50,6        | 46         | 46         |            | 18.745                    |         |           | 68        | 25         |
| 2004 | 913.000     | 1.805.000   | 50,6        | 48         | 48         |            | 19.020                    |         |           | 68        | 25         |
| 2006 | 930.000     | 1.840.000   | 50,5        | 54         | 54         |            | 17.222                    |         |           | 48        | 25         |
| 2012 | 1.046.000   | 1.285.000   | 81,4        | 54         | 48         | 6          | 19.370                    |         | 7         | 33        | 29         |
| 2013 | 1.087.089   | 1.216.882   | 89,3        | 55         | 49         | 6          | 19.765                    |         | 7         | 30        | 29         |
| 2016 | 1.142.000   | 1.298.500   | 87,9        | 55         | 50         | 5          | 20.763                    |         | 5         | 39        | 30         |
| 2019 | 1.204.551   | 1.381.494   | 87,2        | 53         | 49         | 4          | 22.727                    |         | 5         | 38        | 30         |
| 2021 | 1.021.206   | 1.210.955   | 84,3        | 53         | 50         | 3          | 19.268                    |         | 3         | 34        | 30         |
| 2023 | 1.036.081   | 1.228.762   | 84,3        | 59         | 47         | 12         | 17.560                    |         | 12        | 41        | 30         |